# Saqacengalj舊社遺址
舊社遺址位於臺灣屏東縣牡丹鄉高士村，是一處排灣族部落聚落舊址，相傳為該族入住恆春地區的第一個據點，海拔高度約250至300公尺，占地約3.5公頃。舊社已有500~600年的歷史，而後歷經6~7次的聚落遷移，最後一次的遷移約在距今50多年前發生，便定居於現在的高士村。的意思為「鑿石板的工具」，舊社的位置距離高士村現址聚落約7公里，目前尚保存約有83間石板屋房舍結構，順著山階平行排列成行。

## 周圍環境
舊社遺址位於林班地緩坡上，屬於四面環山而林相為低海拔闊葉林的環境。遺址西面背倚山坡東面太平洋，下方為中科院院區，並有港仔溪流經，鄰近現今屏東縣牡丹鄉高士村，其入山口設置有「高士石板屋遺址區導覽解說牌」。
其鄰近的高士村為一排灣族部落，當前以發展文化觀光、生態旅遊為主，社區景點以高士神社、歷史古道為特色，其中高士階梯古道（英雄路）於每年10月是觀賞候鳥灰面鷟國慶鳥最佳時間。

## 空間布局
依照地理運算分析及空間測繪結果，聚落呈現系統性的規劃及布局，呈現階層式的分區。通常兩兩家屋相互緊鄰，共用一面牆，後方背倚山坡堆砌壘石成牆。屋舍前方多有一個砌石平臺，其中發現有一個面積較大者且立有約3公尺之石柱，普遍認為是頭目或者領袖家屋。
從聚落空間來看，聚落內可以分成一級（大型）、二級（中型）與三級（小型）等3個階層的房舍，其中，前二者多半分布在聚落的上半部，且這部份具有較明顯的群體區隔，說明聚落上半部的居民較為多元化而下半部則同質性較高。

## 出土文物
依目前調查及發掘結果，發現如下:38-51：
1. 石器如錛鑿形器、斧鋤形器、砥石、打剝石器等；
2. 金屬遺留如銅質匙形物、銅針、銅鈴及銅環等、鐵製矛頭、鐵製箭鏃及鐵刀等、以及金屬渣塊；
3. 陶質遺留如陶珠；另外還有瓷器及硬陶等。其中施釉硬陶經專家鑑定，為自中國福建生產而進口至臺灣的產品，生產期間約自清代中期而持續到晚近，顯示居民在此生活時，可能曾與漢人有所交流互動[7]。
4. 大型石造物如石臼、人形石像及石柱等[8]。

## 研究成果
舊社遺址自2002年起開始系統性的研究，由國立臺灣大學人類學系陳瑪玲教授進行石板屋聚落的研究。剛開始的復原研究計畫，乃以繪製聚落全區形貌及結構空間為主，並於清理過程陸續可見砂岩石板、帶釉陶片等遺物。除了考古學的發掘之外，並包含了口述歷史的調查、數位掃描建模、地理運算系統的分析，使得遺址的面貌更加完整。
大部份的民族誌資料與研究多以北部排灣族群所居住的北部型家屋為主，南排灣石板屋文化研究比較少，且多為日治時代開始記載，這與舊社遺址所屬的空間與時間均有明顯差距。